# Sciapus pallens
Sciapus pallens är en tvåvingeart som först beskrevs av Christian Rudolph Wilhelm Wiedemann 1830.  Sciapus pallens ingår i släktet Sciapus och familjen styltflugor. Inga underarter finns listade i Catalogue of Life.